# Fortificación romana de Strutt's Park
La fortificación romana de Strutt's Park era una fortificación romana en Strutt's Park, un suburbio de Derby, en Inglaterra. Fue construida alrededor del año 50 y reemplazada, probablemente entre los años 75 y 80, por una nueva fortificación en Little Chester, en el cauce opuesto del río Derwent.

## El lugar
El lugar de la fortificación estaba bajo las actuales Duffield Road y Belper Road; la primera documentación de su existencia apareció en 1967. Unas excavaciones del año 1995 revelaron casas, muros de piedra y pavimento con adoquines. Los hallazgos de cerámica están gestionados en parte por la Trent & Peak Archaeological Trust y en parte por el Derby Museum and Art Gallery.
El propósito de la fortificación era probablemente proteger un importante paso del río: poco más de una milla hacia el sur, la vía romana actualmente conocida cómo Icknield Street cruzaba el Derwent. Una segunda carretera, conocida como The Long Lane, iba hacia el este desde este punto en dirección a Wroxeter y Chester; una tercera, conocida como The Street, cruzaba el Distrito de Peak hacia Buxton y Manchester.

## Historia

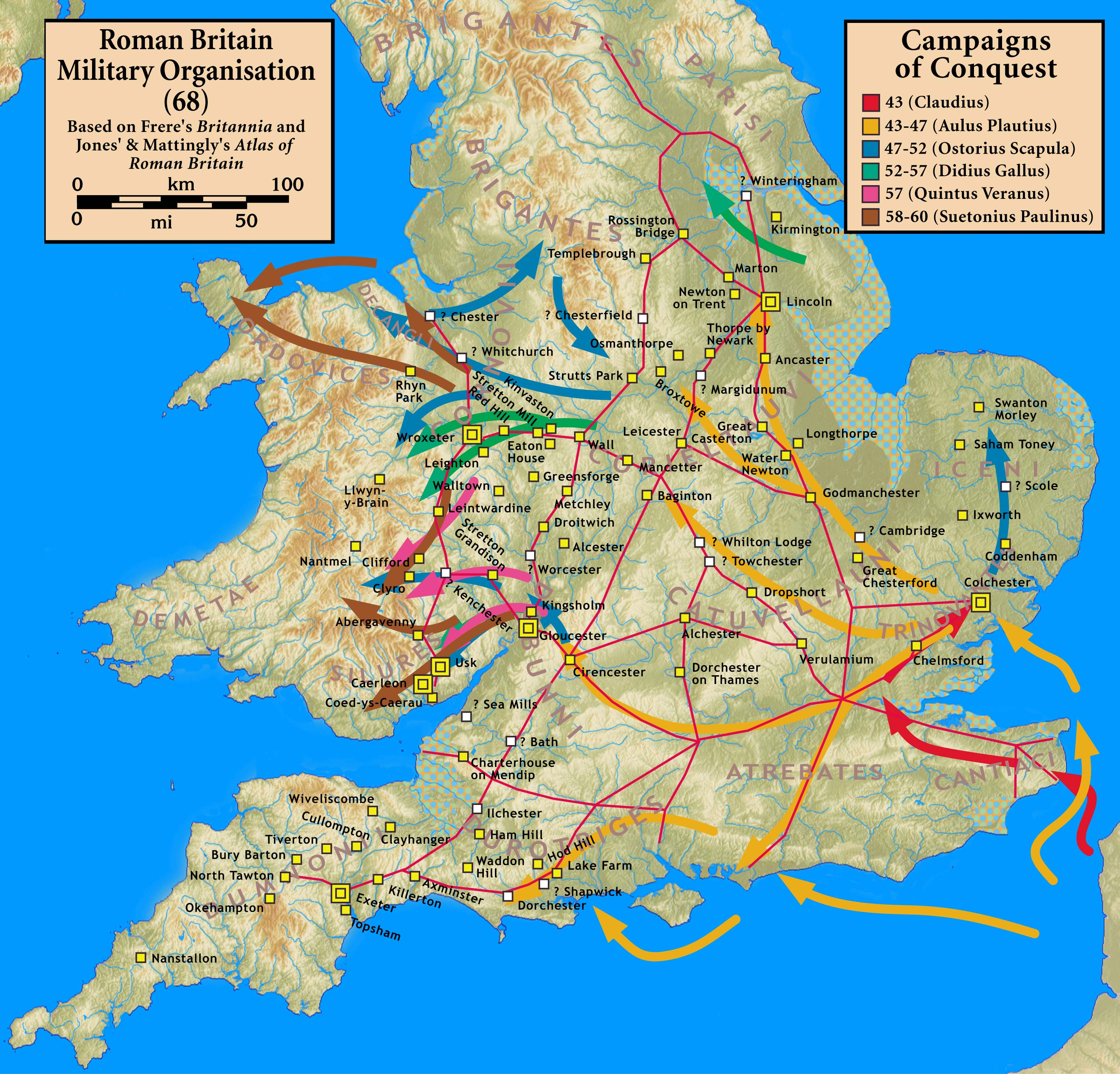
Las campañas de Publio Ostorio Escápula.

El desarrollo general de la conquista romana de Britania en el siglo I se recuerda gracias a fuentes históricas; en casos en los que intervienen fortificaciones romanas, los historiadores dependen mucho de las excavaciones arqueológicas. La zona de Derbyshire estaba ocupada durante aquellos tiempos por una tribu conocida como los cornovii. Entre los años 46 y 47 el Ejército romano, comandado por el gobernador Aule Plauci, ya había ocupado muy probablemente las tierras al sur del río Trent. A finales del año 47 el nuevo gobernador de Britania, Publio Ostorio Escápula, empezó una campaña contra las tribus de las montañas del oeste (en la actual Gales). Caratacus, su líder, fue derrotado en la Batalla de Caer Caradoc (50 a. C.) y escapó hacia los brigantes, que ocupaban los Peninos. Su reina, Cartimandua, llegó a un acuerdo con los romanos y se lo entregó. Ostorio murió y fue reemplazado por Aulo Didio Galo, que consiguió controlar la frontera con Gales pero no se desplazó ni más al norte ni hacia el oeste. Fue aproximadamente durante este tiempo que la fortificación romana de Strutt's Park se construyó; probablemente estaba no muy lejos del sur de la frontera del territorio romano con el de los brigantes, que entonces eran unos aliados o un reino subyacente.
La campaña para conquistar las montañas de Gales continuó bajo la gobernación de Quinto Veranio y su sucesor Cayo Suetonio Paulino. Alrededor del año 74 la reina Cartimandua pidió ayuda romana para poder derrotar una rebelión, lo que indica que podría haber habido cierto descontento en los territorios al norte de Strutt's Park. En el año 78, Cneo Julio Agrícola, famoso por su biografía escrita por su yerno Tácito, fue nombrado gobernador. Consolidó las fortificaciones, mejoró la infraestructura viaria y comandó varias campañas muy conocidas hoy en día: reconquistó Gales del Norte el año 78 y conquistó a los brigantes y los parisii (en el actual Yorkshire del Este) en el año 79, completando la anexión de lo que actualmente es el norte de Inglaterra. Strutt's Park, que estaba ideado como una defensa por si los brigantes cruzaban el río desde el norte, quizás ya no era necesario. Fue reemplazada durante esta época por una nueva fortificación en Little Chester, directamente en la línea de Icknield Street y mejor colocada para poder controlar la nueva carretera.